# Das Ukraine-Dilemma
Das Ukraine-Dilemma ist ein Dokumentarfilm über die Ukraine, der im Oktober 2020 beim East Oregon Film Festival Premiere feierte. Katya Soldak dokumentierte mit ihrem Film die Zeit nach dem Ende der Sowjetunion hin zu Unabhängigkeit und Demokratie.

## Handlung
Der Film wurde im Laufe eines Jahrzehnts gedreht. Er dokumentiert anhand der persönlichen  Geschichte und der subjektiven Sicht der ukrainisch-amerikanischen Journalistin und Filmemacherin Katya Soldak, ihren Familienmitgliedern aus der Stadt Charkiw und Freunden die Zeit von nach dem Zusammenbruch der Sowjetunion über den Kampf um Demokratie und Unabhängigkeit der Ukraine bis nach der Annexion der Krim.
Die Filmemacherin zeigt, wie die Menschen die großen geopolitischen Ereignisse erleben, welche Gedanken und Gefühle sie haben und welche Fragen sie sich stellen, wenn ein Großreich zerfällt und sie ihre eigene Lebensgeschichte neu finden müssen.
Es werden intime und tiefgründige Einblicke gegeben in das Leben von Menschen in einem Land, das immer wieder um seine Freiheit kämpfen muss, das zerrissen ist zwischen Verbundenheit und Emanzipation. Über ein Jahrzehnt hinweg begleitet die Journalistin ihre Familie und Freunde in Charkiw bei den großen und kleinen Momenten, mit denen die Porträtierten versuchen herauszufinden, was es bedeutet, Ukrainerin und Ukrainer zu sein.

## Festivals
Auszeichnungen laut Website zum Film von Ante Media:
- Best Of Fest, 41 Minneapolis–Saint Paul International Film Festival, 2022[3]
- Winner, Docs Without Borders Film Festival, 2020[4]
- Official Selection, NewFilmmakers NY, 2021

## Rezeption
Durch den Überfall auf die Ukraine durch Russland bekam der Film 2022 neue Aufmerksamkeit. Unter anderem nahm ihn Arte Ende März 2022 ins Programm.
John Rash (Kolumnist) schreibt für Star Tribune, dass der Film „den Konflikten in der Ukraine einen Kontext gibt“ und „zeigt, wie die Geschichte der Ukraine durch ihre Beziehung zu Russland geprägt wurde“.